# Hans Clemer

Kreuzigungsgruppe

Detail

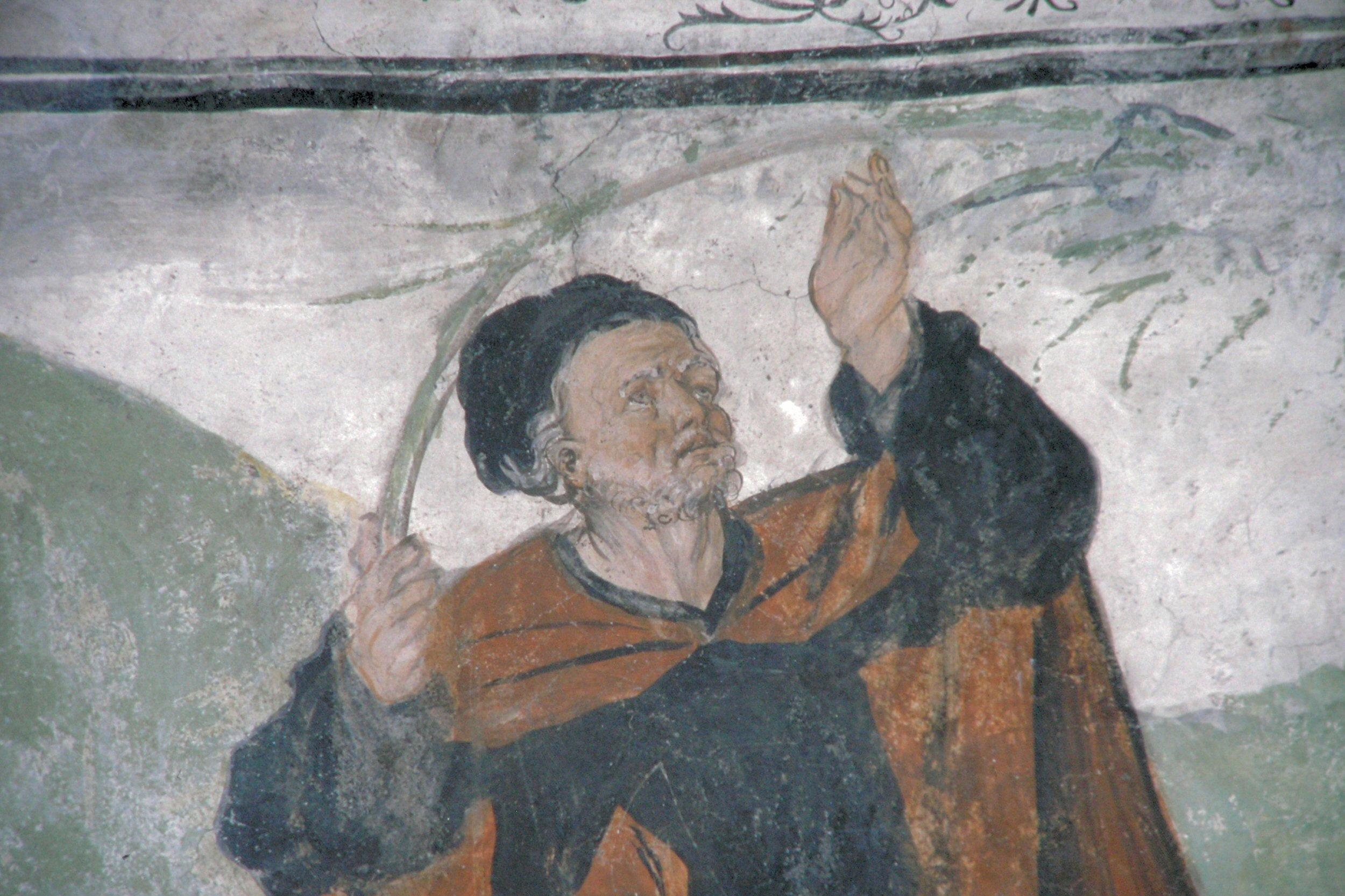
Hl. Josef

Hans Clemer, genannt der Meister von Elva (* vor 1480 in Aix-en-Provence; † nach 1512 im Piemont), war ein Maler flämischer Herkunft, der vor allem im Piemont und dort in und um Saluzzo tätig war. Sein Werk wird der flämisch-burgundischen Schule zugeordnet. Als sein Hauptwerk gilt der Freskenzyklus in der Kirche S. Maria Assunta von Elva im Mairatal. 
Bis in die 1980er Jahre wurde er unter dem Notnamen Meister von Elva geführt. Mario Perotti identifizierte Clemer als den Meister von Elva.

## Werke
Schon bei der Madonna della Misericordia in der Casa Cavassa in Saluzzo zeigte der Meister neben provencalischen Kompositionsmodellen eine Akzentuierung des Lichtes und seiner Durchlässigkeit, wobei hier das Gold eine besondere Rolle spielte, aber zugleich auch seine für Clemer typische Brillanz und Leichtigkeit. Zudem war er mit den Werken zeitgenössischer Meister vertraut, wie etwa Giovanni Martino Spanzotti. Dabei fügt er Margarethe von Foix, die Ehefrau des Markgrafen von Saluzzo, Ludovico II., zusammen mit dem Erstgeborenen Michele Antonio so ein, dass sie sich bescheiden unter die anderen dargestellten Personen mischen.
Aus Anlass der Aufnahme des Markgrafen in den Michaelsorden durch Karl VIII. von Frankreich, entstand das Polyptychon im Dom von Saluzzo. Das Werk entstand dementsprechend nach 1494, wahrscheinlich zwischen 1498 und 1500. Die Heiligen Chiaffredo und Costanzo, Angehörige der Thebaischen Legion und Schutzpatrone der Markgrafschaft, erscheinen in der höfischen Tracht der lombardischen Renaissance, von der sich Clemer auch stilistisch inspirieren ließ, ebenso wie von der toskanischen. Während die Fatiche di Ercole, auch sie in Grisaille-Technik, den Balkon des primo piano der Casa Cavassa schmücken, und zu Clemers Ruhm beitrugen, waren es doch die Werke in Elva, die ihn berühmt machten.
Als Höhepunkt gelten die Storie della Madonna e dell'infanzia di Cristo, die in die grandiose Crocifissione münden, und worin sich die Eigenheiten der Dargestellten so präzise in den Gesichtern abbilden und die Beherrschung der Perspektive große Vollkommenheit erreicht. Aber auch der Landschaft und der Architektur wandte sich Clemer zu. Die Kreuzigung wird von Jesus und den beiden Dieben beherrscht, die umgebenden Menschen repräsentieren das Spektrum von frommen Frauen bis zu Gewalttätern als Träger positiver wie negativer Haltungen und Werte. Jesus umfasst mit seinen Armen das Gute wie das Böse, doch sein Haupt ist dem Guten zugeneigt.
Clemer freskierte den Hof der Casa della Chiesa in Saluzzo mit den Storie di David. Wie in allen seinen Werken widmete er auch hierbei den Gesichtern seine höchste Aufmerksamkeit. 